# اتفاقيات مينسك

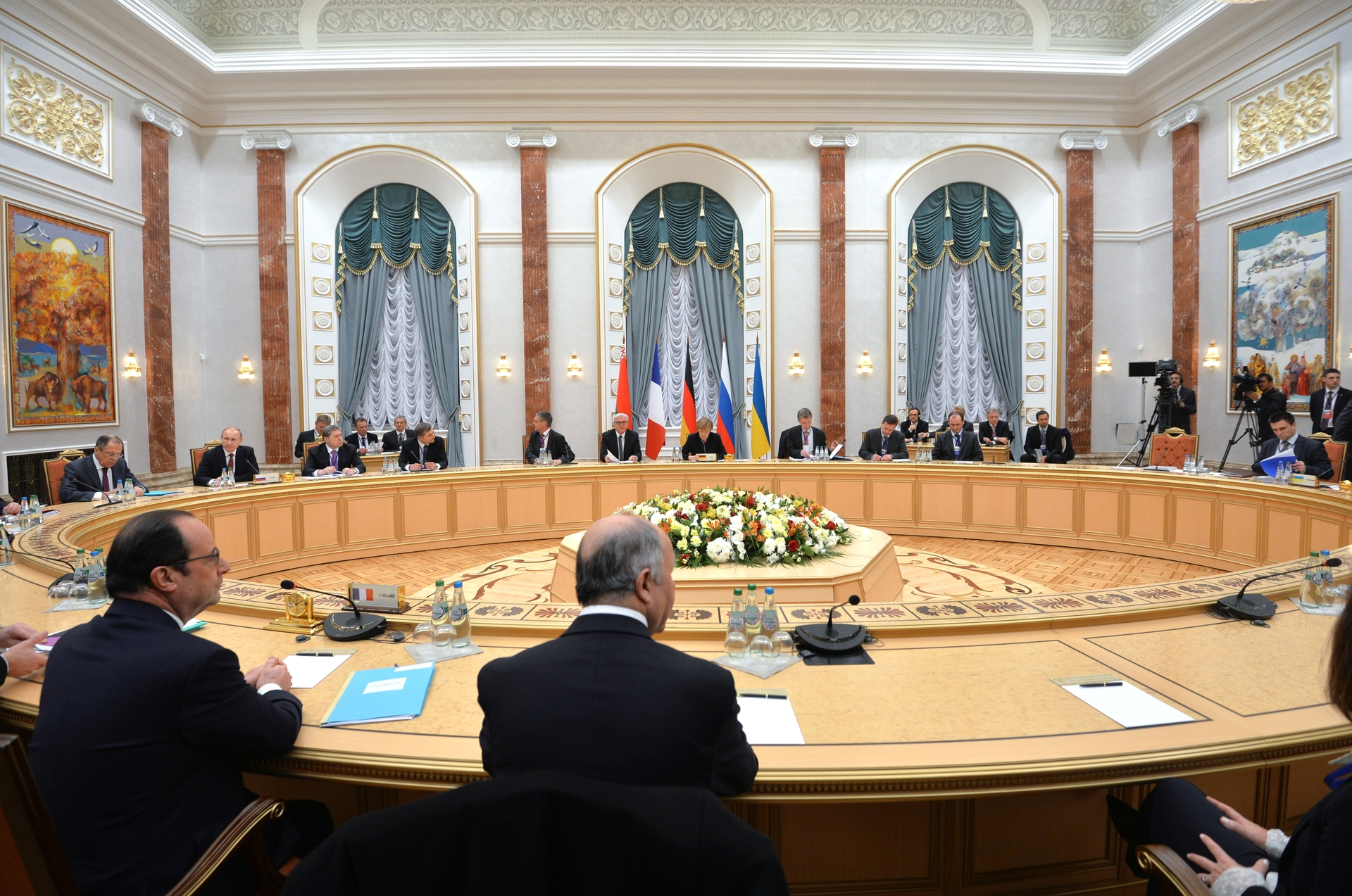
محادثات تنسيق نورماندي في مينسك (فبراير 2015).

كانت اتفاقيات مينسك عبارة عن سلسلة من الاتفاقيات الدولية التي سعت إلى إنهاء الحرب في منطقة دونباس في أوكرانيا. الاتفاقية الأولى، المعروفة باسم بروتوكول مينسك، صيغت في عام 2014 من قبل مجموعة الاتصال الثلاثية بشأن أوكرانيا، والتي تتألف من أوكرانيا وروسيا ومنظمة الأمن والتعاون في أوروبا (OSCE)، بوساطة زعماء فرنسا وألمانيا فيما يُعرف بصيغة نورماندي. بعد محادثات مكثفة في مينسك، بيلاروسيا، وقع ممثلو مجموعة الاتصال الثلاثية وقادة جمهورية دونيتسك الشعبية (DPR) وجمهورية لوغانسك الشعبية (LPR) آنذاك على الاتفاقية في 5 سبتمبر 2014 وبدون الاعتراف بوضعهم. جاء هذا الاتفاق في أعقاب عدة محاولات سابقة لوقف القتال في المنطقة بهدف تنفيذ وقف فوري لإطلاق النار.
فشلت الاتفاقية في وقف القتال، وبالتالي تبعها اتفاقية منقحة ومحدثة، هي اتفاقية مينسك الثانية، والتي وُقع عليها في 12 فبراير 2015. تتألف هذه الاتفاقية من مجموعة من الإجراءات، بما في ذلك وقف إطلاق النار، وسحب الأسلحة الثقيلة من خط المواجهة، والإفراج عن أسرى الحرب، والإصلاح الدستوري في أوكرانيا، ومنح الحكم الذاتي لمناطق معينة من دونباس وإعادة السيطرة على حدود الدولة إلى الحكومة الأوكرانية. وبينما خفت حدة القتال بعد توقيع الاتفاقية، لم تنتهِ بالكامل أبدًا، ولم تُنفَّذ بنود الاتفاقية بالكامل. اتفقت أحزاب صيغة نورماندي على أن اتفاقية مينسك الثاني ستبقى الأساس لأي حل مستقبلي للصراع.
وسط تصاعد التوترات بين روسيا وأوكرانيا في أوائل عام 2022، اعترفت روسيا رسميًا بجمهوريات لوغانسك ودونيتسك الشعبية في 21 فبراير 2022. بعد هذا القرار، في 22 فبراير 2022، أعلن الرئيس الروسي فلاديمير بوتين أن اتفاقيات مينسك «لم تعد موجودة»، وأن أوكرانيا، وليس روسيا، هي المسؤولة عن انهيارها. ثم غزت روسيا أوكرانيا في 24 فبراير 2022.

## بروتوكول مينسك
صاغت مجموعة الاتصال الثلاثية بروتوكول مينسك بشأن أوكرانيا، والذي يتألف من ممثلين من أوكرانيا وروسيا ومنظمة الأمن والتعاون في أوروبا. تأسست المجموعة في يونيو 2014 كوسيلة لتسهيل الحوار وحل النزاع عبر شرق وجنوب أوكرانيا. وعقدت اجتماعات الفريق، إلى جانب الممثلين غير الرسميين لجمهوريتي دونيتسك ولوغانسك الشعبيتين الانفصاليتين، في 31 يوليو و26 أغسطس و1 سبتمبر و5 سبتمبر 2014. تشبه تفاصيل الاتفاق الموقع في 5 سبتمبر 2014 إلى حد كبير الاتفاق الأوكراني «خطة السلام المكونة من خمس عشرة نقطة» التي وضعها الرئيس بترو بوروشينكو في 20 يونيو.

### نص البروتوكول
يتكون نص البروتوكول من اثنتي عشرة نقطة:
1. ضمان وقف فوري لإطلاق النار الثنائي.
2. ضمان المراقبة والتحقق من وقف إطلاق النار من قبل منظمة الأمن والتعاون في أوروبا.
3. لا لمركزية السلطة، بما في ذلك اعتماد القانون الأوكراني «بشأن النظام المؤقت للحكم الذاتي المحلي في مناطق معينة من ولايات دونيتسك ولوغانسك».
4. ضمان المراقبة الدائمة للحدود الأوكرانية الروسية والتحقق من قبل منظمة الأمن والتعاون في أوروبا لإنشاء مناطق أمنية في المناطق الحدودية لأوكرانيا والاتحاد الروسي.
5. الإفراج الفوري عن جميع الرهائن والمحتجزين بشكل غير قانوني.
6. قانون يمنع مقاضاة ومعاقبة الأشخاص فيما يتعلق بالأحداث التي وقعت في بعض مناطق دونيتسك ولوغانسك أوبلاست.
7. مواصلة الحوار الوطني الشامل.
8. اتخاذ تدابير لتحسين الوضع الإنساني في دونباس.
9. ضمان إجراء انتخابات محلية مبكرة وفقًا للقانون الأوكراني «بشأن النظام المؤقت للحكم الذاتي المحلي في مناطق معينة من دونيتسك ولوغانسك أوبلاست».
10. سحب الجماعات المسلحة غير الشرعية والمعدات العسكرية وكذلك المقاتلين والمرتزقة من أراضي أوكرانيا.
11. اعتماد برنامج للإنعاش الاقتصادي وإعادة الإعمار لمنطقة دونباس.
12. توفير الأمن الشخصي للمشاركين في المشاورات.

### الموقعون
وقع الممثلون التالية أسماؤهم على الوثيقة:
- الدبلوماسية السويسرية وممثلة منظمة الأمن والتعاون في أوروبا هايدي تاغليافيني.
- الرئيس السابق لأوكرانيا (يوليو 1994 إلى يناير 2005) والممثل الأوكراني ليونيد كوتشما.
- سفير روسيا في اوكرانيا والمندوب الروسي ميخائيل زورابوف
- المتمرد يرأس ألكسندر زاخارتشينكو وإيجور بلوتنيتسكي.

### مذكرة متابعة
في الأسبوعين التاليين لتوقيع بروتوكول مينسك، كانت هناك انتهاكات متكررة لوقف إطلاق النار من قبل طرفي النزاع. استمرت المحادثات في مينسك، واتُّفق على متابعة بروتوكول مينسك في 19 سبتمبر 2014. وأوضحت هذه المذكرة تنفيذ البروتوكول. من بين بعض تدابير صنع السلام المتفق عليها:
- حظر تحليق الطائرات المقاتلة فوق المنطقة الأمنية
- سحب جميع المرتزقة الأجانب من منطقة الصراع
- حظر العمليات الهجومية
- سحب الأسلحة الثقيلة 15 كيلومترًا (9.3 ميل) للوراء على كل جانب من خط التماس، وإنشاء منطقة عازلة بطول 30 كيلومترًا (19 ميلًا)
- تكليف بعثة المراقبة الخاصة التابعة لمنظمة الأمن والتعاون في أوروبا إلى أوكرانيا بمراقبة تنفيذ بروتوكول مينسك

### الفعالية
بعد مذكرة المتابعة، اندلعت معركة مطار دونيتسك الثانية، واستمر الطرفان في اتهام بعضهما البعض بخرق وقف إطلاق النار. في أواخر أكتوبر، قال رئيس وزراء  جمهورية دونيتسك الشعبية  الديمقراطية والموقع على بروتوكول مينسك، ألكسندر زاخارتشينكو، إن قواته ستستعيد الأراضي التي فقدتها للقوات الأوكرانية خلال هجوم يوليو 2014، وأن قوات جمهورية  جمهورية دونيتسك الشعبية  ستكون على استعداد لخوض «معارك عنيفة» للقيام بذلك. في وقت لاحق، قال زاخارتشينكو إنه نُقل عنه بشكل خاطئ، وأنه كان يقصد القول إنه سيستولي على هذه المناطق من خلال «الوسائل السلمية».
قال زاخارتشينكو أثناء حملته الانتخابية في الفترة التي سبقت انتخابات 2 نوفمبر التي أجراها كل من جمهورية  جمهورية دونيتسك الشعبية  وجمهورية لوغانسك الشعبية في انتهاك للبروتوكول، «هذه أوقات تاريخية. نحن نخلق دولة جديدة! إنه هدف مجنون». وأكد رئيس منظمة الأمن والتعاون في أوروبا، ديدييه بورخالتر، أن الانتخابات جاءت «مخالفة لنص وروح بروتوكول مينسك»، وقال إنها «ستزيد من تعقيد تنفيذه».
في حديثه في 5 ديسمبر، قال وزير الخارجية الروسي سيرجي لافروف إن انتخابات 2 نوفمبر في دونباس كانت «بالضبط ضمن النطاق الذي تفاوض عليه في مينسك». طبقًا للافروف، فإن المراقبة الدقيقة للحدود الروسية الأوكرانية، بحسب ما حددها بروتوكول مينسك، لا يمكن أن تتم إلا بعد الموافقة على قانون العفو. وأشار إلى أنه يعتقد أن المرسوم الرئاسي الأوكراني الذي يحظر محاكمة مقاتلي دونباس الانفصاليين صدر في 16 سبتمبر، لكنه قال إنه قُدّم مشروع قانون يقترح إلغاء المرسوم.

### الانهيار
بحلول يناير 2015، انهار بروتوكول مينسك لوقف إطلاق النار تمامًا. بعد انتصار الانفصاليين في مطار دونيتسك الدولي، قال المتحدث باسم مجلس النواب الشعبي إدوارد باسورين إن «مذكرة مينسك لن يُنظَر فيها في الشكل الذي اعتُمد فيه». في وقت لاحق من اليوم، قال زعيم جمهورية دونيتسك الشعبية المعلنة من جانب واحد، ألكسندر زاخارتشينكو، إن جمهورية دونيتسك الشعبية المعلنة من جانب واحد «لن تقوم بعد الآن بأي محاولات لإجراء محادثات لوقف إطلاق النار»، وأن قواته «ستهاجم حتى حدود منطقة دونيتسك». ذكرت صحيفة نيويورك تايمز أن وقف إطلاق النار «اختفى كليًا».
وسط تصاعد العنف في منطقة القتال، كان من المقرر عقد جولة أخرى من محادثات مينسك في 31 يناير. سافر أعضاء مجموعة الاتصال الثلاثية إلى مينسك للقاء ممثلي جمهورية دونيتسك الديمقراطية وجمهورية لوغانسك الشعبية. لم يحضر الموقعون على البروتوكول، ولم يتمكن الممثلون الذين حضروا من مناقشة تنفيذ البروتوكول أو المذكرة. وطلب هؤلاء الممثلون مراجعة البروتوكول والمذكرة. وأُجّل الاجتماع بدون نتيجة.